# 政區

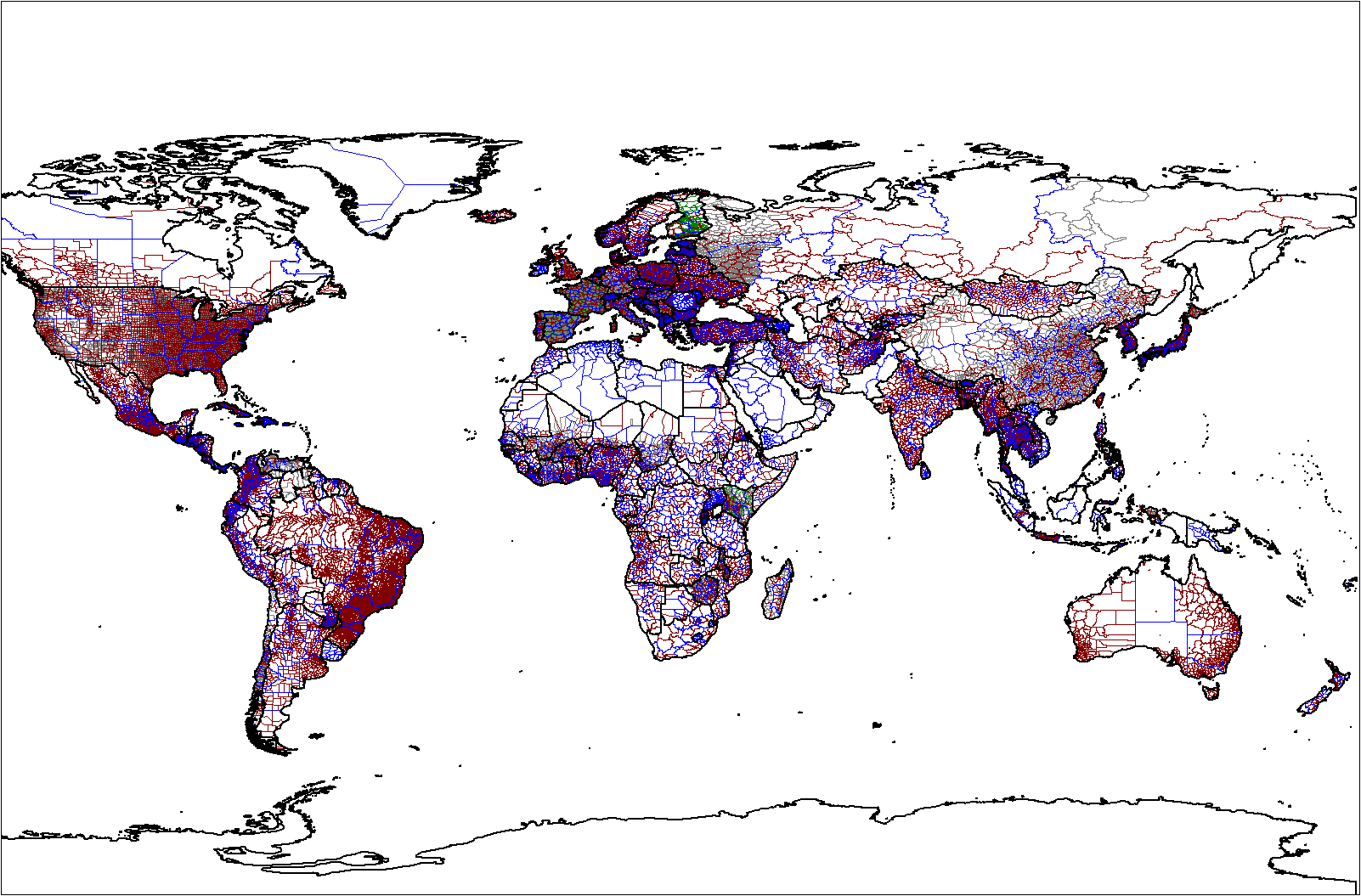
世界各國行政區劃

政區是指因行政区划而产生的行政区域。任何一個擁有有效政府的地區均可以称为政区。政區不等同國家，而等同于各级政府所掌控的区域。所以，在政区的划分上可以包括：国家、州、省、道、县、市、镇等。